# Minyevágása
Minyevágása (1899-ig Minyócz, szlovákul: Miňovce) község Szlovákiában, az Eperjesi kerületben, a Sztropkói járásban.

## Fekvése
Sztropkótól 8 km-re délre, az Alacsony-Beszkidek déli részén, az Ondava bal partján fekszik.

## Története
A települést 1410 és 1430 között egy Minyo nevű soltész alapította; neve arra utal, hogy erdőirtással keletkezett. 1430-ban „Minevagasa” néven említik először a sztropkói uradalom részként. Lakói a 16. században már biztosan ruszin és vlach pásztorok voltak. 1567-ben lakói 2,75 porta, 1582-ben 2,5 porta után adóztak. 1600-ban a soltész házán kívül nyolc portát számoltak a faluban, így a 16. és 17. század fordulóján a kis települések közé számított. A 17. század első felében lakossága nagyon elszegényedett. 1610-ben zsellér és vlach lakói 4,8 porta, 1635-ben 4 porta után fizettek adót. 1639-re mindössze egy adózó háztartása maradt. A 18. század elejére lakosságának száma emelkedett és már a közepes nagyságú falvak közé tartozott. 1715-ben már 14 háztartása volt, mely 1720-ra hétre csökkent. 1787-ben az első országos népszámlálás szerint 25 házban 162-en laktak.
A 18. század végén Vályi András így ír róla: „MINYÓCZ. Orosz falu Zemplén Várm. földes Ura G. Barkóczy Uraság, lakosai görögkatolikusok, fekszik Sztropkóhoz 3/2, Torányhoz pedig 1, és 1/4 órányira, határja három nyomásbéli, erdeje tölgyes, szőleje nints, rétek nélkűl szűkölködik, piatza Sztropkón.”
1828-ban 31 házban 229 lakosa volt. Lakói mezőgazdasággal, állattartással, favágással foglalkoztak.
Fényes Elek 1851-ben kiadott geográfiai szótárában így ír a faluról: „Minyocz, orosz falu, Zemplén vmegyében, Turány fil., 10 rom., 220 görög kath., 8 zsidó lak., gör. anyaszentegyházzal, 335 hold szántófölddel. F. u. gr. Barkóczy. Ut. p. Orlik.”
Borovszky Samu monográfiasorozatának Zemplén vármegyét tárgyaló része szerint: „Minyevágás, előbb Minyócz, kisközség Sáros vármegye határán. Körjegyzőségi székhely. Van 39 háza és 194 gör. kath. vallású, ruthén lakosa. Postája és távírója Sztropkó, vasúti állomása Homonna. A sztropkói uradalomhoz tartozott, mígnem 1747-ben Pethő Zsigmond a sztropkói klastromnak adományozta. Később azonban a gróf Barkóczy családé lett; most a magyar jelzálog-hitelbanké. Az 1663-iki pestis itt is szedte áldozatait. Gör. kath. temploma 1837-ben épült.”
A trianoni diktátumig Zemplén vármegye Sztropkói járásához tartozott.

## Népessége
| Év:            | 1994. | 2004. | 2014.   | 2024.   |
| -------------- | ----- | ----- | ------- | ------- |
| Emberek száma: | 348   | 348   | 329     | 338     |
| Eltérés:       |       | +0 %  | -5,45 % | +2,73 % |

| Év:            | 2023. | 2024.   |
| -------------- | ----- | ------- |
| Emberek száma: | 339   | 338     |
| Eltérés:       |       | -0,29 % |

1910-ben 230, túlnyomórészt ruszin lakosa volt.
2001-ben 356 lakosából 352 szlovák volt.

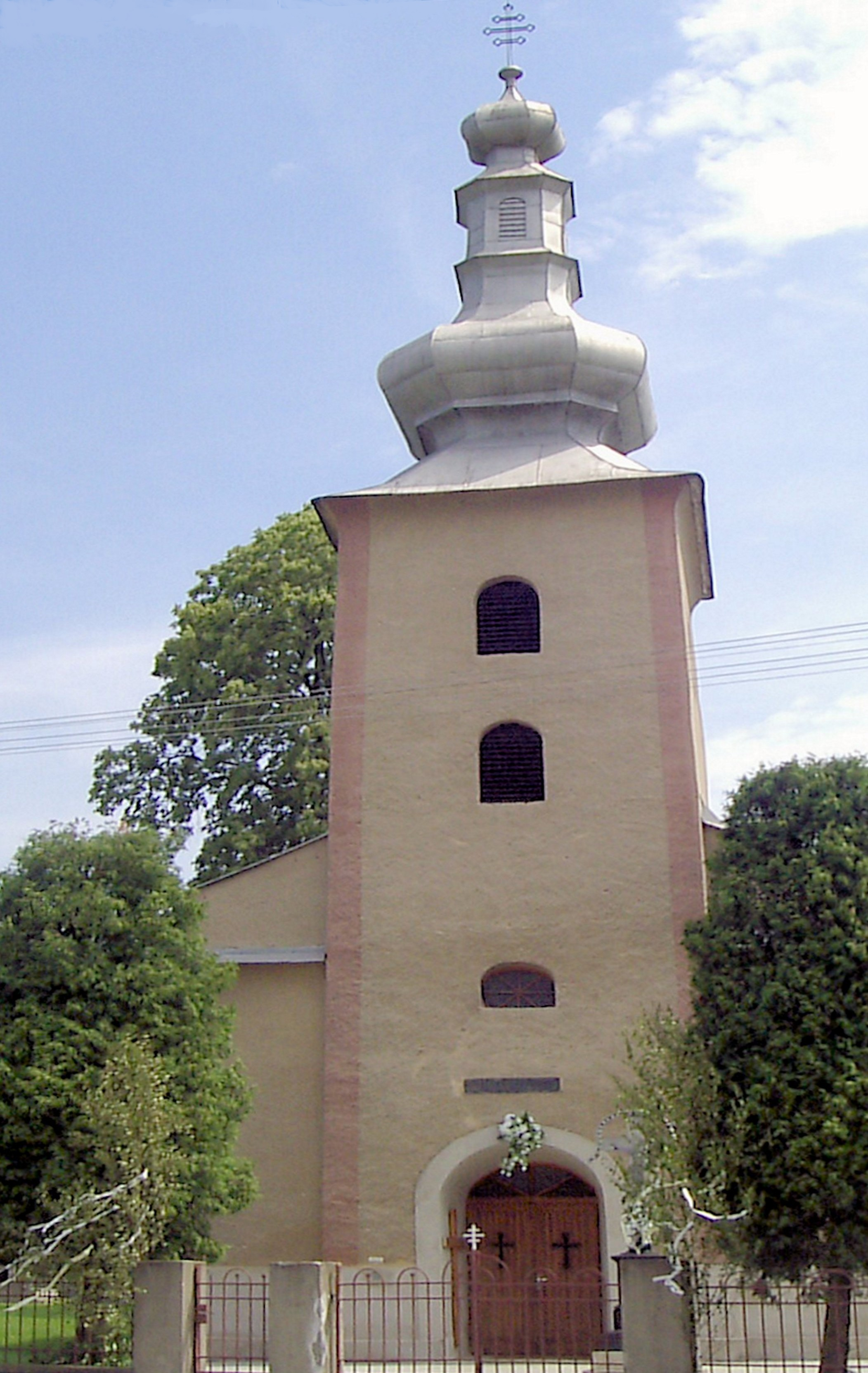
A görögkatolikus templom

2011-ben 352 lakosából 346 szlovák.

## Nevezetességei
Görögkatolikus temploma 1838-ban épült.